# Pachyphyllum distichum
Pachyphyllum distichum är en orkidéart som beskrevs av Carl Sigismund Kunth. Pachyphyllum distichum ingår i släktet Pachyphyllum och familjen orkidéer. Inga underarter finns listade i Catalogue of Life.